# Dorpenomloop Rucphen
La Dorpenomloop Rucphen è una corsa in linea di ciclismo su strada maschile che si disputa ogni anno in primavera nel Rucphen, nei Paesi Bassi. Creata nel 1974, rimase riservata ai dilettanti fino al 2011, quando fu inserita nel calendario dell'UCI Europe Tour come evento di classe 1.2.

## Albo d'oro
Aggiornato all'edizione 2025.
| Anno      | Vincitore                              | Secondo                                | Terzo                                  |
| --------- | -------------------------------------- | -------------------------------------- | -------------------------------------- |
| 1986      | Ton Akkermans                          | Gerrie Smit                            | Patrick Bol                            |
| 1987      | Patrick Tolhoek                        | Johnny Broers                          | Adrie Kools                            |
| 1988      | Rob Bijvank                            | Hennie Beijer                          | Ruud Brouwers                          |
| 1989      | Jannes Slendebroek                     | Jos Bol                                | Freddy Wolsink                         |
| 1990      | Wietse Veenstra                        | Rob Mulders                            | Frank Van Veenendaal                   |
| 1991      | Wietse Veenstra                        | Gino Jansen                            | Anton Tak                              |
| 1992      | Peter Heeren                           | Corne Van Rijen                        | Steven De Jongh                        |
| 1993      | Jeroen Blijlevens                      | Wietse Veenstra                        | Jan Boven                              |
| 1994      | Rob Compas                             | Roger Vaessen                          | Jan Boven                              |
| 1995      | Sandro Bijnen                          | Louis de Koning                        | Jeroen Hermes                          |
| 1996-1998 | non disputata                          | non disputata                          | non disputata                          |
| 1999      | Ronald van der Tang                    | John den Braber                        | Sander Olijve                          |
| 2000      | Sander Olijve                          | Jan Hordijk                            | Jarno Vanfrachem                       |
| 2001      | Jan Schilder                           | Pascal Hermes                          | Lex Nederlof                           |
| 2002      | Martin van Steen                       | Arthur Farenhout                       | Edward Farenhout                       |
| 2003      | François Franse                        | Julien Smink                           | Marco Bos                              |
| 2004      | Roy Curvers                            | Arthur Farenhout                       | Tom De Meyer                           |
| 2005      | Fulco van Gulik                        | Niki Terpstra                          | Marvin van der Pluijm                  |
| 2006      | Peter Woestenberg                      | Sjoerd Botter                          | John den Engelsman                     |
| 2007      | Reinier Honig                          | Lieuwe Westra                          | Fulco van Gulik                        |
| 2008      | Arne Hassink                           | Rudy Vriend                            | Luc Hagenaars                          |
| 2009      | Johan Landström                        | Sjoerd Botter                          | Marco Bos                              |
| 2010      | Barry Markus                           | Jorne Videler                          | Jelle Mannaerts                        |
| 2011      | Barry Markus                           | Moreno Hofland                         | Steve Schets                           |
| 2012      | Giorgio Brambilla                      | Patrick Clausen                        | Angelo Furlan                          |
| 2013      | Dylan van Baarle                       | Daniel McLay                           | Fabio Silvestre                        |
| 2014      | Michael Carbel Svendgaard              | Daniel McLay                           | Johim Ariesen                          |
| 2015      | Floris Gerts                           | Tijmen Eising                          | Elmar Reinders                         |
| 2016      | Aidis Kruopis                          | Antoine Demoitié                       | Coen Vermeltfoort                      |
| 2017      | Maarten Van Trijp                      | Fabio Jakobsen                         | Raymond Kreder                         |
| 2018      | Mikkel Bjerg                           | Rune Herregodts                        | Maarten van Trijp                      |
| 2019      | annullato per condizioni meteo avverse | annullato per condizioni meteo avverse | annullato per condizioni meteo avverse |
| 2020      | David Dekker                           | Brenton Jones                          | Matthew Bostock                        |
| 2021      | annullata per la Pandemia di COVID-19  | annullata per la Pandemia di COVID-19  | annullata per la Pandemia di COVID-19  |
| 2021      | Elias Van Breussegem                   | Coen Vermeltfoort                      | Martijn Budding                        |
| 2022      | Maikel Zijlaard                        | Sasha Weemaes                          | Timothy Dupont                         |
| 2023      | Laurenz Rex                            | Gianluca Pollefliet                    | Andrea Raccagni                        |
| 2024      | Johan Dorussen                         | Huub Artz                              | Henrik Pedersen                        |
| 2025      | Milan De Ceuster                       | Jonas Goeman                           | Luke Verburg                           |